# Eduardo Calcaño
Eduardo Calcaño y Panizza (Cartagena de Indias, 10 de diciembre de 1831-Caracas, 27 de noviembre de 1904) fue un orador, escritor, abogado, periodista y político colombo-venezolano.

## Biografía
Fue el séptimo, de los doce hijos del venezolano; Juan Bautista Calcaño Urayn (de ascendencia italiana, de los Calcagno de Génova e importante jurista; autor de una gramática alemana, a quien en 1829; Simón Bolívar, lo nombró Secretario de la prefectura del Departamento de Magdalena) y de la colombiana, Josefa Antonia Panizza De Ayos (descendiente de una distinguida familia de España, también de origen italiano). Entre sus hermanos, se encuentran: José Antonio Calcaño, Mariano Arístides Calcaño y Julio Calcaño. A partir de 1837 se residenció con su familia en Caracas. Fue allí donde estudió primaria y secundaria en el Colegio la Paz. Se graduó como doctor en jurisprudencia en la Universidad Central de Venezuela. En esta casa de estudios fue profesor de derecho romano. Se desempeñó como redactor en El Diario, La Opinión Nacional y El Monitor.
Fue ministro de Relaciones Exteriores en dos oportunidades. Durante su gestión, ante el problema limítrofe con Inglaterra sobre el territorio de la Guayana Esequiba, Calcaño envió, el 14 de noviembre de 1876, una nota al entonces secretario de exteriores británico Edward Stanley, 15.º conde de Derby, en la que expuso las razones que asumía Venezuela en su reclamo y solicitó el comienzo de negociaciones para su solución. Entre 1882 a 1886 fungió como ministro plenipotenciario ante España. En 1901 se incorporó, como individuo de número, a la Academia Nacional de la Historia de Venezuela. 
Es autor de las obras En pos de la gloria (1890), La loca de Macuto (1896) y de los ensayos históricos: La familia Jugo (1880) y Bolívar en su centenario (1883). También publicó el tratado El derecho de Venezuela en la cuestión con Inglaterra (1895). Pero primordialmente es recordado por sus discursos, convirtiéndose en orador oficial y defensor del régimen de Antonio Guzmán Blanco. Fue miembro fundador de la Academia Venezolana de la Lengua en 1883, junto a sus hermanos José Antonio y Julio.
Se casó con Rosalvina Sánchez y García, oriunda de Cumaná; con quien tuvo veinticuatro hijos, de los cuales sólo doce sobrevivieron la edad párvula: María, Rosalvina, Ada, Francisca Hidelfonsa, Emilia, Josefa Manuela, Dolores, Luisa, Josefa Antonia, Eduardo y las mellizas, María Albertina y Graziella; esta última se casó en 1899 con Manuel Díaz Rodríguez.

## Obra
- Protocolo: artículos: editoriales de la «Gaceta Oficial» sobre la cuestión agrícola industrial (1879)
- La familia Jugo (1880)
- Panegírico del llustrísimo Sr. Dr. Francisco de Ibarra y Herrera (1881)
- Un grano de incienso, a Bolívar en su centenario (1883)
- El tiempo jurídico: plazos y términos del derecho civil venezolano, para el uso de jueces y abogados (1885)
- Tratado de la constitución federal de los Estados Unidos de Venezuela (1889)
- De la justicia criminal (1890)
- Páginas literarias (1891)
- Policarpa Salavarrieta, monólogo (1891)
- El derecho de Venezuela en la cuestión con Inglaterra (1895)
- La loca de Macuto [cuento] (1896)
- Tratado de derecho internacional (1897)